# Pierre Michaux
Pour les articles homonymes, voir Michaux.
Pierre Michaux, né le 25 juin 1813 à Bar-le-Duc, mort le 9 janvier 1883 à Paris Bicêtre, est un artisan serrurier français. Il développa la fabrication des vélocipèdes à pédales en 1867. Cet artisan occupe, avec son fils Ernest, une place unique dans l'histoire du cycle car depuis 1892 on leur attribua, sans aucun document factuel à l'appui, l'invention du vélocipède à pédales, de la pédale, voire de la motocyclette.

## Biographie

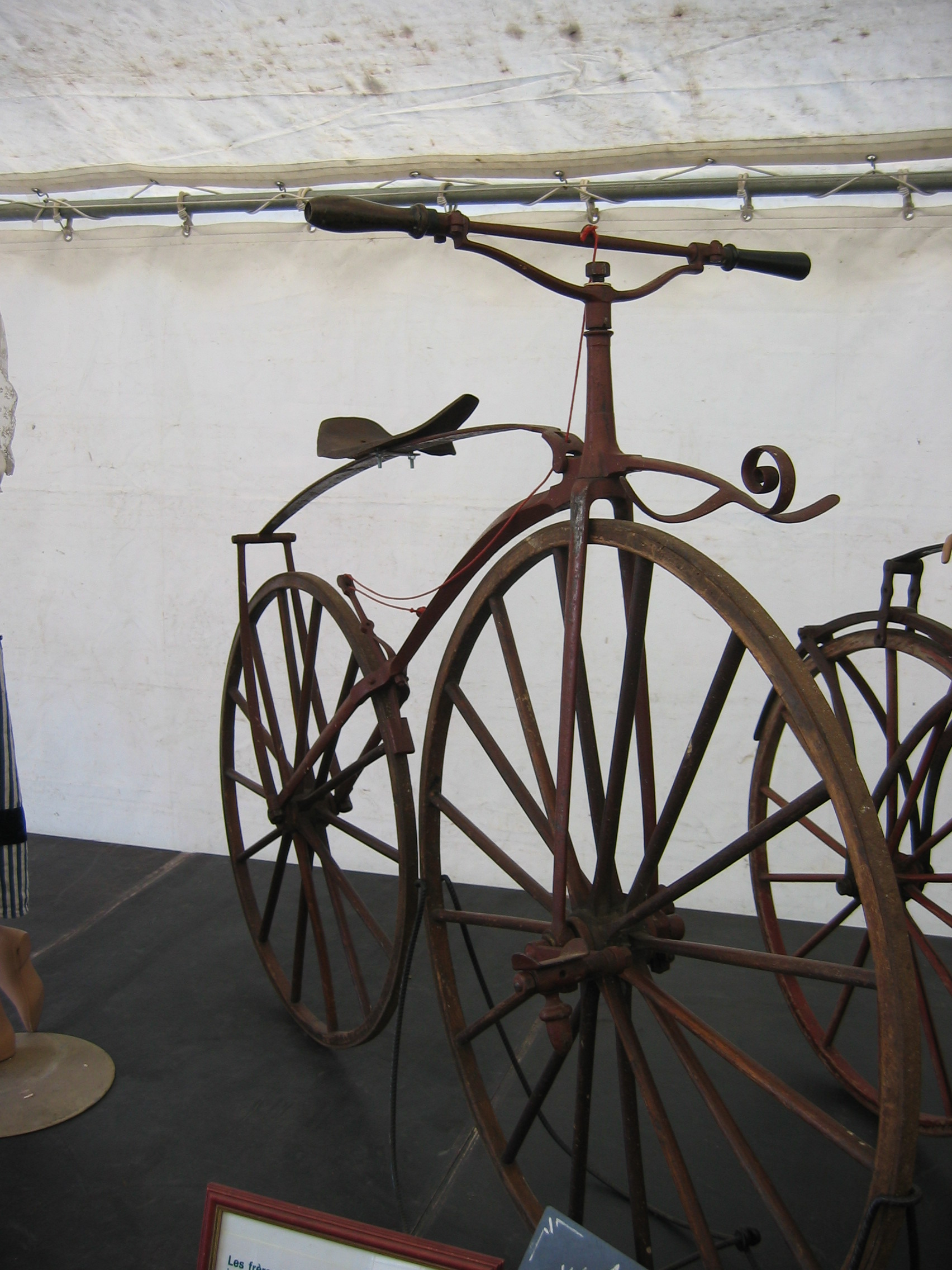
Vélocipède Michaux.

Apprenti serrurier dès l'âge de 14 ans, Pierre Michaux travaille dans plusieurs villes de France puis s'établit à Paris vers 1855. Après avoir travaillé dans les ateliers du Chemin de fer du Nord, il fonde une entreprise de serrurerie en voitures à façon rue Rodier à Paris avant de s'installer vers 1858 au 7 Cité Godot-de-Mauroy, voie disparue qui était située à l'emplacement de l'actuelle rue du Boccador. 
Ernest (Ernest Henri Charles), un des six  fils de Pierre, âgé alors de 20 ans, ayant trouvé fatigant pour les jambes l'usage d'une draisienne, aurait eu l'idée d'adapter un repose-pieds sur la roue avant. Il en parla à son père qui lui aurait conseillé d'adapter plutôt une manivelle qui permettrait de faire tourner la roue. C'est ainsi que la pédale aurait été trouvée en 1861. Cette tradition familiale n'est rapportée qu'en 1892 par Henry Michaux, autre fils de Pierre.
La  paternité de cette invention est cependant réclamée par Pierre Lallement et par un mécanicien bordelais, Jean Lacou, qui aurait construit de 1846 à 1848 un vélocipèdes à trois roues mû par des pédales,,,. En Allemagne, l'invention est attribuée à Philipp Moritz Fischer et elle remonterait à 1853.
Ce qui est certain et prouvé, c'est que la « pédale rotative » a été inventée par l'alsacien Jules Sourriseau de Kaysersberg qui en déposa le brevet d'invention le 14 octobre 1853, lequel fut enregistré et publié sous le no 17631.

D'autres modifications suivirent : l'ajout d'un frein et le doublement du diamètre de la roue avant.

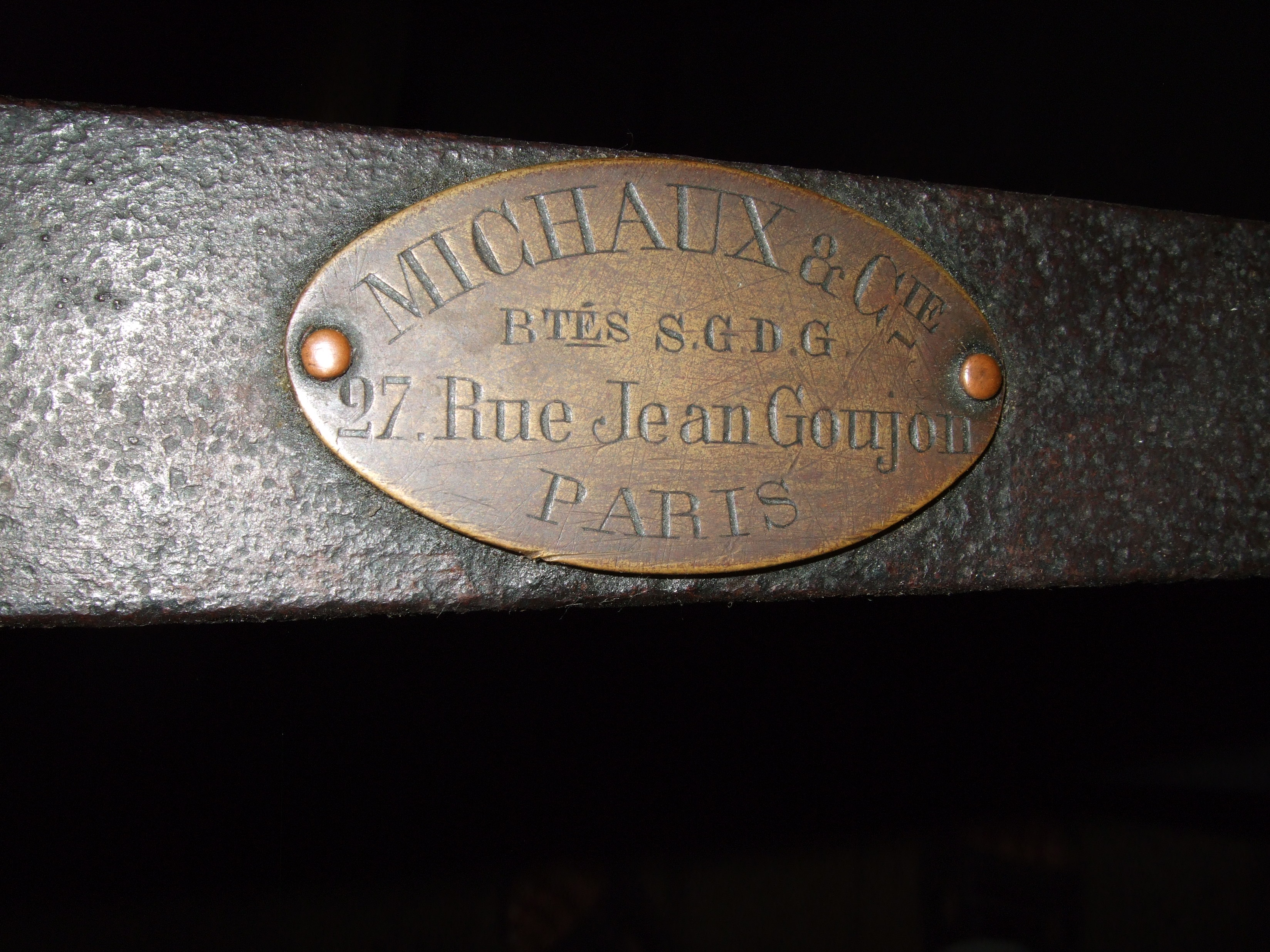
Plaque de la rue Jean-Goujon.

La fabrication aurait commencé avec deux vélocipèdes puis une centaine de vélocipèdes à pédale en 1862. L'entreprise se développe et Michaux établit un nouvel atelier 19 rue Jean-Goujon avec une capacité de production de 12 vélocipèdes par jour ne pouvant satisfaire la demande. Toutefois, malgré ces affirmations, aucun vélocipède à pédales ne fut factuellement observé avant le 1er avril 1866 et la première fois que furent associés factuellement les Michaux et le vélocipède à pédales, ce fut dans une publicité du journal La Vie parisienne du 28 septembre 1867. 

Pierre Michaux s'associe avec les frères Aimé et René Olivier, jeunes ingénieurs passionnés par le vélocipède, pour créer le 7 mai 1868, la société en nom collectif Michaux et Compagnie qui s'agrandit au 19 et au 27 rue Jean-Goujon dans un atelier de 300 m2. Cette société est dissoute le 6 avril 1869  et deux entreprises sont créées, la société Michaux père et fils et la société Olivier frères sous la raison commerciale Compagnie parisienne et s'installe 12 avenue Bugeaud avec ateliers de fabrication employant 150 ouvriers pour produire cinquante vélocipèdes par jour, ateliers de réparation et manège d'entrainement. . 

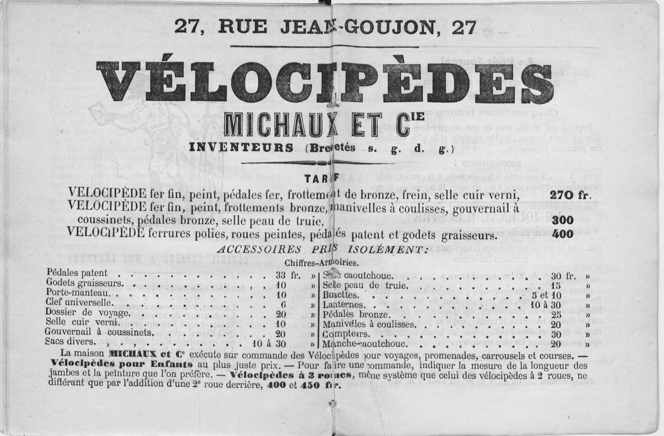
Liste de tarifs Michaux & Cie Paris publiée dans l'« Almanach des vélocipèdes illustré », 1869.

Après l'apogée de 1869, l'entreprise périclite. La société Michaux père et fils est dissoute et mise en faillite le 29 mars 1870. La vogue du vélocipède connaît une éclipse dès l'été 1870, aggravée par la guerre de 1870, fermant toute perspective de redressement  pour la famille Michaux irrémédiablement ruinée. De leur côté, les frères Olivier s'orientent vers d'autres activités, leur société étant dissoute le 31 juillet 1874. 
Ernest Michaux meurt en 1882 et son père Pierre, en 1883 à l'hôpital des vieillards de Bicêtre. Un autre frère, Henry (Paul Henry), participera à une modeste fabrique de bicyclette, les Cycles Henry Michaux.

## Première moto?

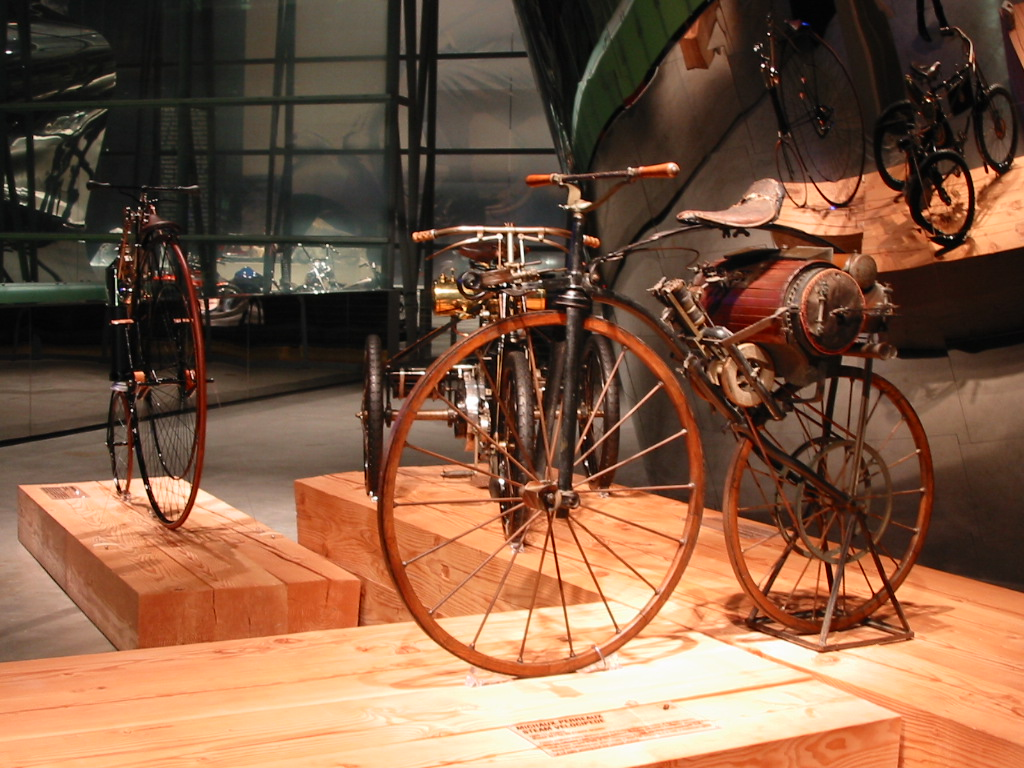
Vélocipède à vapeur Michaux-Perreaux (The Art of the Motorcycle, Las Vegas).

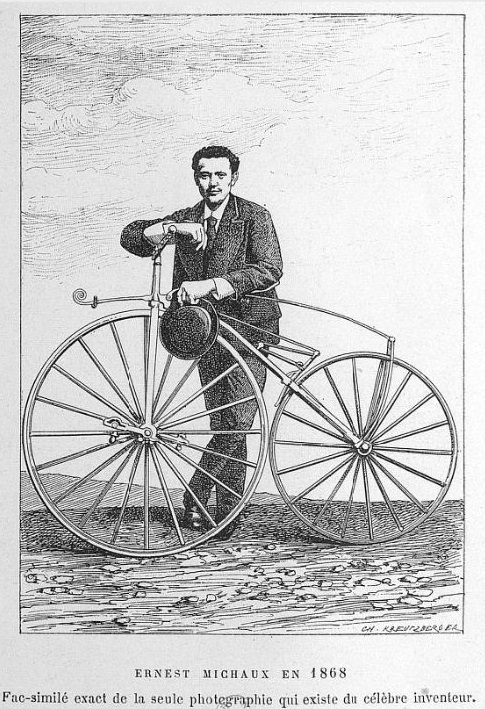
Ernest Michaux, son fils, en 1868.

En 1869, un mécanicien américain construisit un vélocipède à vapeur et en 1873, Louis-Guillaume Perreaux un autre modèle conservé au musée de l'Ile-de-France à Sceaux. Les essais de ce prototype resté sans suite jusqu'à la fin du siècle se déroulèrent avec précaution, le pilote étant fixé à un manège.

## Hommages
En 1893, la presse sportive lance une souscription pour élever un monument à la mémoire des « pères de la vélocipédie » Pierre et Ernest Michaux. Ce monument sera inauguré solennellement à Bar-le-Duc le 30 septembre 1894. Il est situé à l'angle de la rue du Bourg et de la rue André-Maginot, à l'emplacement d'une ancienne fontaine. La statue actuelle (1953) est une réplique en fonte de la statue originelle qui était en bronze.
En 1960, est inauguré le musée du vélo à Trois-Fontaines-l'Abbaye, non loin de Bar-le-Duc.
En 2013, la Ville de Paris décide de la création de la piste cyclable Pierre et Ernest Michaux par la délibération 2013 DVD 151.